# Lozica
Lozica je naselje u Dubrovačko-neretvanskoj županiji i dubrovačko je prigradsko naselje.

## Zemljopisni položaj
Lozica je smještena na odvojku Jadranske turističke ceste koji vodi zaobilaznicom oko Rijeke dubrovačke. Smještena je iznad i ispod ceste, a nalazi se oko 6 km sjeverozapadno od Dubrovnika, između naselja Mokošica i Štikovica.

## Povijest
Lozica je relativno novo naselje koje je građeno tijekom 70.-tih godina 20. stoljeća i još se uvijek gradi. 
Tijekom Domovinskog rata Lozica je bila okupirana, popljačkana i spaljena od strane pripadnika JNA i četnika, ali je većim dijelom obnovljena.

## Gospodarstvo
Prije Domovinskog rata u Lozici je bilo turističko odmaralište kojem je tijekom rata devastirano i još uvijek nije obnovljeno.
Mještani Lozice se uglavnom bave turizmom.
Lozicu smatraju elitnim naseljem u kojem predvladavaju privatne vile mnogih europskih i svjetskih uglednika, pa tako u Lozici svoja imanja posjeduju: Mark Viduka (poznati nogometaš), Mersad Berber (slikar) i mnoge druge poznate osobe. 

## Stanovništvo
Prema popisu stanovništva iz 2011. godine u Lozici obitava 146 stanovnika, većinom Hrvata katoličke vjeroispovjesti.
| broj stanovnika |       |       | 15    | 3     | 11    | 16    |       |       | 26    | 31    | 34    | 43    |       |       | 115   | 146   | 142   |
|                 | 1857. | 1869. | 1880. | 1890. | 1900. | 1910. | 1921. | 1931. | 1948. | 1953. | 1961. | 1971. | 1981. | 1991. | 2001. | 2011. | 2021. |